# 4780 Polina
4780 Polina este un asteroid din centura principală, descoperit pe 25 aprilie 1979 de Nikolai Cernîh.